# Jaroslav Pýcha
Jaroslav Pýcha (31. prosince 1907, Dolní Roveň – 21. ledna 1977, Praha) byl český keramik. Věnoval se průmyslovému designu a volné tvorbě.
Po absolvování keramické školy v Bechyni (1926) odešel do Francie. Do roku 1945 byl navrhářem porcelánky v Sevres, poté působil v keramickém závodě v Ostrově nad Ohří, v Hejnicích, v Duchcově, v Jihočeské keramice, na Vysoké škole uměleckoprůmyslové a ve Výtvarném středisku skla a jemné keramiky ÚBOK v Praze.
Jeho volná tvorba se vyznačuje osobitým tvarováním, originálně pojatým dekorem a kultivovanou barevností.